# 미마촌
미마촌(三間村)은 에히메현 기타우와군에 설치된 촌이다. 